# مختصر مفيد (كتاب)
مختصر مفيد هو نص جغرافي فارسي كتبه الإداري الإيراني محمد مفيد مصطوفي بافغي في 1680/81 في لاهور. وهو ذو قيمة هامة لأنه كتاب الجغرافيا الوحيدة المعروفة المتعلقة بالعصر الصفوي.
ويستشهد النص بمصادر من الماضي والحاضر. تماشيًا مع التقاليد، فإن كلمة إيران تظهر نادرًا في النص وعادة في إشارة إلى إيران مع طوران و/أو هندوستان ، أو عندما تتعرض إيران للهجوم أو الغزو من خصومها. ومع ذلك، فإن حدود إيران واضحة، كما هو الحال مع ترتيب مناطقها المختلفة. يحتوي النص على شعور قوي بالحنين والشوق إلى الوطن. أعرب العديد من الكتاب الإيرانيين المعاصرين الذين انتقلوا إلى الهند بحثًا عن فرص جديدة عن شعور مماثل بالحنين إلى الماضي، مما يعكس مشاعر الانفصال والخسارة.
ويبرز النص وجهة نظره الإسلامية الشيعية في القائمة، حيث أعطت العراق العربي مكانة بارزة، وأعطت مشهد اهتمامًا كبيرًا باثنين وعشرين صفحة مخصصة لها. في المقابل، لا تحظى شيراز إلا بذكر موجز في صفحتين فقط.